# Dallara 192
La Dallara 192, chiamata anche Dallara F192 o Dallara BMS-192, è una monoposto di Formula 1, costruita dalla italiana Dallara e utilizzata dalla scuderia BMS Scuderia Italia per partecipare al Campionato mondiale di Formula 1 1992.

## Contesto

### Piloti
Il finlandese JJ Lehto viene riconfermato come prima guida anche nel 1992. Emanuele Pirro non viene invece riconfermato e lascia la Formula 1 per dedicarsi alle competizioni a ruote coperte: il suo posto viene preso da Pierluigi Martini, ex pilota di Toleman e Minardi.

### Cambio di motore
Dopo solo una stagione con i motori Judd il patron della squadra Lucchini si accorda con la Ferrari per la fornitura dei motori usati dalla scuderia di Maranello nel 1991: è la seconda squadra nella storia della Formula 1 ad utilizzare un motore Ferrari.

## Progetto
Progettata da Gianpaolo Dallara, era alimentata da un motore Ferrari 037 da 3499 cm³ con architettura V12.

## Carriera agonistica

### Stagione
La nuova 192 si dimostrò fin da subito una vettura migliore della sua antenata in quanto ad affidabilità e competitività, prova ne è il fatto che sia Lehto che Martini riuscivano facilmente a qualificare le auto piazzandosi talvolta anche a metà classifica e a concludere spesso le gare tra i primi dieci. I primi punti (che si riveleranno essere poi gli unici della squadra per tutta la stagione) non tardarono ad arrivare: è infatti Martini, dopo tre ritiri nelle prime tre gare, a portare la macchina in zona punti per due appuntamenti di fila, in Spagna e nel Gran Premio di casa a Imola, seppur doppiato in entrambe le occasioni e aiutato anche dai ritiri delle auto più competitive davanti a sé. 
Nel resto del campionato arrivarono altri buoni piazzamenti che però non consentivano di ottenere punti, mentre in Ungheria Lehto arrivò addirittura a non qualificarsi, toccando il punto più basso per la Scuderia Italia nel 1992.
Grazie però ai due punti ottenuti da Martini a inizio stagione, la Scuderia Italia chiude il campionato al decimo posto sopravanzando Jordan, Minardi, Larrousse, Fondmetal, Brabham e Andrea Moda (sebbene queste ultime tre non abbiano concluso il campionato per motivi economici).

### Trofeo Indoor Formula 1
Tra il 1988 e il 1996, veniva organizzato il Trofeo Indoor di Formula 1 nel contesto del Motor Show di Bologna che si svolgeva all'inizio di dicembre. 
A tale evento partecipavano in modo totalmente facoltativo le scuderie di Formula 1 italiane e non che si sfidavano in una corsa uno-contro-uno a eliminazione sul circuito ricavato all'interno dell'Area 48 della Fiera di Bologna dove chi otteneva il tempo più basso passava al turno successivo; la Scuderia Italia ha partecipato al trofeo ininterrottamente dalla prima edizione sino al 1993 arrivando in finale in due occasioni.
Una di queste è l'edizione del 1992, alla quale il team partecipa con entrambe le 192 eliminando in ordine le due Minardi di Zanardi e di Fittipaldi con Lehto che accede così alla finalissima contro la Lotus di Johnny Herbert, mentre l'altra Dallara, guidata per l'occasione da Michele Alboreto, viene eliminata dall'inglese ai quarti di finale. La finale però è ad appannaggio di Herbert, che batte Lehto in finale mentre la Lotus diventa la prima vettura non italiana ad aggiudicarsi il trofeo.

## Risultati
| Anno | Team                | Motore                   | Gomme | Piloti  |     |     |     |     |    |     |   |    |    |    |     |     |    |     |    |     | Punti | Pos. |
| ---- | ------------------- | ------------------------ | ----- | ------- | --- | --- | --- | --- | -- | --- | - | -- | -- | -- | --- | --- | -- | --- | -- | --- | ----- | ---- |
| 1992 | BMS Scuderia Italia | Ferrari 037, 3.5 V12 65° | G     | Lehto   | Rit | 8   | 8   | Rit | 11 | 9   | 9 | 9  | 13 | 10 | NQ  | 7   | 11 | Rit | 9  | Rit | 2     | 10º  |
| 1992 | BMS Scuderia Italia | Ferrari 037, 3.5 V12 65° | G     | Martini | Rit | Rit | Rit | 6   | 6  | Rit | 8 | 10 | 15 | 11 | Rit | Rit | 8  | Rit | 10 | Rit | 2     | 10º  |